# Глушківська сільська рада (Городенківський район)
| Глушківська сільська рада — орган місцевого самоврядування у Городенківському районі Івано-Франківської області з адміністративним центром у с. Глушків. Сільській раді підпорядковані населені пункти: - с. Глушків — населення 1 171 ос.; площа 14,418 км². Перша документальна згадка припадає на 1472 рік . |

## Склад ради
Рада складається з 16 депутатів та голови.

### Керівний склад ради
| ПІБ                       | Основні відомості                                                                       | Дата обрання | Дата звільнення |
| ------------------------- | --------------------------------------------------------------------------------------- | ------------ | --------------- |
| Бойчук Сергій Іванович    | Сільський голова, 1976 року народження, освіта, член Конгресу Українських Націоналістів | 26.03.2006   | 31.10.2010      |
| Курилюк Василь Васильович | Сільський голова, 1987 року народження, освіта вища, безпартійний                       | 31.10.2010   |                 |

Примітка: таблиця складена за даними джерела

## Історія
Утворена 30 жовтня 1990 року.